# Jolanta Wagner
 Jolanta Pachucka-Wagner  – polska malarka, profesor sztuk plastycznych (2002).

## Życiorys
Prowadzi Pracownię Malarstwa i Rysunku na Wydziale Edukacji Wizualnej Akademii Sztuk Pięknych im. Władysława Strzemińskiego w Łodzi. Studia na Wydziale Tkaniny ukończyła w 1973. W 1974 została wykładowcą. Prowadzi również wykłady poza granicami kraju.
Twórczość w dziedzinie rysunku, malarstwa, działań przestrzennych (wieloelementowe instalacje). Od lat tworzy prace w cyklu: Spis Powszechny, w którym za pomocą różnych technik inwentaryzuje miasta, domy, przedmioty, myśli.
Uzyskała wiele nagród, m.in. Grand Prix Biennale-Bośnia (1990), Pilzno (2004, 2006), na  Międzynarodowym Konkursie Rysunku we Wrocławiu, nagrodę Prezydenta Miasta za kolekcję rysunków Plan miasta A i Plan miasta B.
Prezentowała prace na ponad 50 wystawach indywidualnych i ponad 300 wystawach zbiorowych w kraju i na świecie. Otrzymała kilkanaście nagród na konkursach i wystawach, w tym cztery międzynarodowe.
Prace Jolanty Wagner wystawiane są w galeriach i muzeach, oraz w zbiorach prywatnych w Polsce i za granicą m.in.: The Gallery of Yugoslav Portrait – Bośnia, Städtische Museen, Schwedt, Niemcy Plan miasta S, Liptovské Muzeum, Ružomberok, Czechy (miniatury), Muzeum Okręgowe Ziemi Kaliskiej w Kaliszu, Muzeum Akademii Sztuk Pięknych we Wrocławiu, Muzeum Sztuki w Łodzi.
Jolanta Wagner była stypendystką m.in.:
- Royal Academy of Arts w Londynie, Artist-in-residence – 1982
- Ministerstwa Kultury Danii, Artist-in-residence – 1993 i 1997
- Amerykańskiej fundacji CECIP (via Fundacja im. Stefana Batorego) w Nowym Jorku, Cleveland, Vermont, 1999 i 2002

Stworzyła swój specyficzny “alfabet obrazkowy”o abstrakcyjnych kompozycjach linii i plam, zapamiętanej rzeczywistości w postaci  ilustracji, symboli i magicznych zaklęć. Tworzy w ten sposób swoje specyficzne hieroglify sztuki artystycznej. Jej artyzm wymaga sprawnego oka i harmonizacji z ręką artystyczną. Linie ogromnej ilości np. kresek, w połączeniu ze sobą tworzą przestrzeń ze wszystkimi elementami głębi.

## Wystawy Indywidualne (wybór)

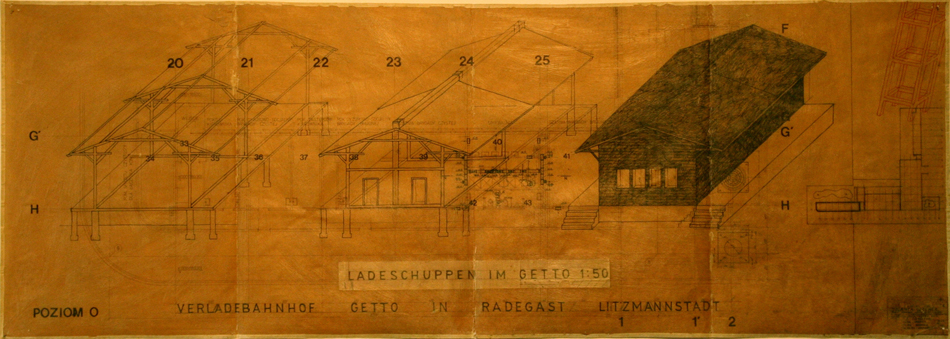
Jolanta Wagner Rysunek

- Inwentaryzacje: malarstwo i rysunek, (2008) styczeń Galeria Art,  Warszawa
- Malarstwo, (2007) listopad, Galerie Irena Gregori, Paryż
- Malarstwo i rysunek, (2006) październik – Galerie Vent D’'est, Bordeaux, Francja
- Malarstwo i Rysunek, (2006) luty-marzec, Inselgalerie Berlin
- Malarstwo i rysunek, (2004) styczeń, Galleri Progres, Horsens, Dania
- Malarstwo i rysunek, (2003) sierpień, Galleri Munken, Lokken, Dania
- Studio Center, (2002) listopad, Johnson, Vermont, USA
- Rysunki i malarstwo na papierze, (2002), Red Mill Gallery, Vermont USA
- Malarstwo i collage, (2002) czerwiec, Galeria Milano, Warszawa
- Malarstwo i rysunek, (2001) kwiecień, Sodra Galleriet, Sztokholm, Szwecja
- Rysunki i malarstwo na papierze, (2001) marzec, Insel Galerie, Berlin, Niemcy
- Książki – malarstwo na papierze, (2000), Spaces Gallery, Cleveland, Ohio, USA
- Świat papieru Jolanty Wagner, (1999) październik, Galeria Przedmiotu, Kraków
- Rysunek i collage, (1998) listopad–grudzień, A. Bielinski Gallery, Bruksela, Belgia
- Rysunek i malarstwo na papierze, (1996) maj, Irena Gragori Galerie, Paryż, Francja
- Rysunki i malarstwo na papierze, (1995) wrzesień–październik,  Varga Darlet Galerie, Bordeaux Francja
- Malarstwo, rysunek, grafika,(1995) kwiecień–maj, Espace Degree Art Gallery, Luksemburg
- Prezentacja prac malarskich,(1994) marzec, Hotel  Marriott, Warszawa
- Collage i obiekty z papieru, (1993) wrzesień-październik, Brigitte Wenger Galerie, Stuttgart, Niemcy
- Rysunek i malarstwo, (1990) wrzesień, Instytut Polski, Berlin, Niemcy
- Malarstwo i rysunek, (1988) grudzień, Art  Decor, Galerie, Hanower, Niemcy
- Malarstwo I Tekstylia,(1985) wrzesień, V Galerie, Norymberga, Niemcy

## Wystawy Zbiorowe (wybór)
- Drawing in the University Today -Wystawa towarzysząca Międzynarodowej Konferencji, (2013) maj-czerwiec,  Galeria Faculdade de Arquitectura, Porto, Portugalia
- Ja, Tu i Teraz -wystawa prac uczestników Warsztatów Intermedialnych, (2013) kwiecień, Galeria Kobro, ASP w Łódź
- LineaRes „Von punkt zu punkt”, (2012) sierpień-wrzesień, Pałac Gutshaus Heinersdorf, Niemcy
- VI Aukcja Dzieł Sztuki (charytatywna), (2011) październik, Hotel Victoria, Warszawa
- Vent D'est – wystawa sztuki polskiej, (2010) grudzień, Galerie Vent d”Est, Bordeaux, Francja
- Grenzenlos Grafik– międzynarodowa wystawa rysunku i grafiki, (2010) maj-lipiec, Galerie am Kietz, Schwedt, Niemcy
- Finito- Międzynarodowa Wystawa Jubileuszowa, (2009) sierpień-wrzesień, Galerie Himmelreich, Magdeburg, Niemcy
- The Best Collection of International Biennial of Drawing Pilsen'06, (2008) kwiecień,  Gallery Mapra, Lyon, Francja
- The Best Collection of International Biennial of Drawing Pilsen'06, (2007) kwiecień-maj, John David Mooney Foundation, Chicago, USA
- The Best Collection of International Biennial of Drawing Pilsen'05, (2006) styczeń  Bergamo, Włochy
- Moderne Polsk Bogkunst, polska sztuka książki, (2005) październik, Danish Museum of Art. & Design, Bredgade, Dania
- Region & Identity – Międzynarodowa Wystawa Sztuki Kobiet, (2004) marzec, kwiecień, Galeria Rundetaarn, Kopenhaga, Dania
- Il Design Polacco Del 2000 – wystawa 6 polskich artystów, (2000), Galeria Christiani, Turyn, Włochy
- XI Międzynarodowa Wystawa Rysunku, (1999) maj, Modern Galerie, Rijeka i Zagrzeb, Chorwacja
- International Art Fair – ARCO,(1992) luty, Madryt, Hiszpania
- II International PatternTriennale, (1991/92) grudzień-styczeń, Budapeszt, Węgry
- Micro Art‘91, (1991) grudzień, Galeria Art, Warszawa
- Eventails ContemporainsON (II edycja),(1991) grudzień, Musée de Costume et de la Dentelle, Bruksela, Belgia
- Tkaniny, Muzeum Włókiennictwa, (1991) wrzesień,  Łódź
- Eventails Contemporains – Międzynarodowa Wystawa Wachlarzy, (1991) czerwiec–sierpień Galeria Philharmonie, Liège, Belgia
- VI International Biennal Exibition of Portait–Drawings and Graphics, (1990) lipiec–listopad Tuzla, Bosnia, (Grand Prix)
- Międzynarodowa Wystawa Sztuki – Art of Today III, (1990) marzec, Buda Castle, Budapeszt, Węgry
- Polska Tkanina Unikatowa, (1990) styczeń, Museum of Modern Art, Kuovola, Finlandia
- Polska Tkanina Współczesna, (1989) sierpień, Instytut Polski, Praga, Czechy
- Polische Textil Kunst, (1989) lipiec, Instytut Polski, Berlin, Niemcy
- Tkanina Polska, (1989) marzec, Instytut, Sztokholm, Szwecja
- VI Międzynarodowe Triennale Tkaniny, (1988) czerwiec, CMW, Łódź
- II Ogólnopolskie Triennale Akwareli, (1987) październik, Lublin (I nagroda)

## Publikacje (wybór)
- Ja, Tu i Teraz – tekst kuratorski w katalogu Warsztatów Intermedialnych, 2013, Łódź, kwiecień, ISBN 978-83-63141-17-2
- Dom Kobro, publikacja w katalogu wystawy, 2012 listopad, Galeria Kobro, ASP Łódź,  ISBN 978-83-93532-21-6, ISBN 978-83-62141-92-9
- Identidad Europea, publikacja w katalogu wystawy, 2011 sierpień, Arenas de San Pedro, Hiszpania, ISBN 978-84-615-2432-7
- Inna Architektura – publikacja w katalogu międzynarodowej wystawy, tekst Ewa Toniak, 2010 kwiecień,  Łódź, ISBN 978-83-88503-62-7
- Ja, Tu i Teraz, tekst kuratorski w katalogu Międzynarodowego Sympozjum Intermedialnego, 2009 maj, Łódź, ISBN 978-83-88503-96-2
- Imiona Własne Sztuki Łódzkiej/Jolanta Wagner – praca zbiorowa pod redakcją Grzegorza Sztabińskiego, 2008, ISBN 978-83-88503-34-4
- Inwentaryzacje – Inventories – Jolanta Wagner, teksty: Wojciech Tuleya, Małgorzata Czyńska, Ewa Toniak, Jacek Dehnel, 2007 grudzień, ISBN 83-89099-78-0
- katalog do wystawy indywidualnej, autor tekstu: Jolanta Wagner, 2005 styczeń, Biuro Wystaw Artystycznych „Zamek Książ”, Wałbrzych,  ISBN 83-87820-21-0